# Eucurtiopsis degallieri
Eucurtiopsis degallieri är en skalbaggsart som beskrevs av Alexey K. Tishechkin 2009. Eucurtiopsis degallieri ingår i släktet Eucurtiopsis och familjen stumpbaggar. Inga underarter finns listade i Catalogue of Life.